# Роберт Коженьовський
Роберт Марек Коженьовський (пол. Robert Marek Korzeniowski; нар. 30 липня 1968, Любачів, Польща) — видатний польський легкоатлет, що спеціалізується на спортивній ходьбі, чотириразовий олімпійський чемпіон, триразовий чемпіон світу, дворазовий чемпіон Європи. Найтитулованіший польський спортсмен за кількістю золотих медалей на Олімпійських іграх. У 2014 році його було внесено до Зали слави Світової легкої атлетики.

## Життєпис
Роберт Коженовський народився 30 липня 1968 року в місті Любачів. Разом зі своєю сестрою Сильвією почав займатися легкою атлетикою.
Першим успіхом спортсмена стала бронзова медаль чемпіонату світу 1995 року. На Олімпійських іграх 1996 року вперше став олімпійським чемпіоном у ходьбі на 50 км. Також виступив у ходьбі на 20 км, де посів лише восьме місце. У 1997 році вперше став чемпіоном світу, а у 1998 році чемпіоном Європи. Обидві перемоги він здобув на дистанції 50 км. Після цього Коженовський провів успішний 2000 рік. На Олімпійських іграх він захистив статус олімпійського чемпіона у ходьбі на 50 км, а також здобув перемогу на дистанції 20 км. Таким чином він став першим в історії спортсменом, який здобув перемогу на обидвох дистанціях на одних Олімпійських іграх. Протягом наступного олімпійського циклу зосередився на виступах на дистанції 50 км. Він двічі поспіль переміг на чемпіонатах світу (2001 та 2003 роки), а також став чемпіоном Європи (2002 рік). На Олімпійських іграх 2004 року втретє поспіль став олімпійським чемпіоном у ходьбі на 50 км. Після цих змагань вирішив завершити спортивну кар'єру.
З 2005 року працював на телебаченні, а у 2007 році став генеральним менеджером телеканалу TVP Sport.

## Кар'єра
| Рік                | Змагання                       | Місто                       | Місце              | Дисципліна         | Примітки           |
| Представник Польща | Представник Польща             | Представник Польща          | Представник Польща | Представник Польща | Представник Польща |
| ------------------ | ------------------------------ | --------------------------- | ------------------ | ------------------ | ------------------ |
| 1987               | Чемпіонат Європи серед юніорів | Бірмінгем, Велика Британія  | –                  | ходьба на 20 км    | DQ                 |
| 1989               | Універсіада                    | Дуйсбург, Німеччина         | 6                  | ходьба на 20 км    | 1:26:10            |
| 1990               | Чемпіонат Європи               | Спліт, Югославія            | 4                  | ходьба на 20 км    | 1:23.47            |
| 1991               | Чемпіонат світу                | Токіо, Японія               | 10                 | ходьба на 20 км    | 1:21:32            |
| 1991               | Чемпіонат світу                | Токіо, Японія               | –                  | ходьба на 50 км    | DNF                |
| 1992               | Олімпійські ігри               | Барселона, Іспанія          | –                  | ходьба на 20 км    | DNF                |
| 1992               | Олімпійські ігри               | Барселона, Іспанія          | –                  | ходьба на 50 км    | DSQ                |
| 1993               | Чемпіонат світу в приміщенні   | Торонто, Канада             | 2                  | ходьба на 5 км     | 18:35.91           |
| 1993               | Універсіада                    | Баффало, США                | 1                  | ходьба на 20 км    | 1:22:01            |
| 1993               | Чемпіонат світу                | Штутгарт, Німеччина         | –                  | ходьба на 50 км    | DSQ                |
| 1994               | Чемпіонат Європи в приміщенні  | Париж, Франція              | –                  | ходьба на 5 км     | DSQ                |
| 1994               | Чемпіонат Європи               | Гельсінкі, Фінляндія        | –                  | ходьба на 20 км    | DSQ                |
| 1994               | Чемпіонат Європи               | Гельсінкі, Фінляндія        | 5                  | ходьба на 50 км    | 3:45:57            |
| 1995               | Чемпіонат світу                | Гетеборг, Швеція            | 3                  | ходьба на 50 км    | 3:45.57            |
| 1996               | Олімпійські ігри               | Атланта, Австралія          | 8                  | ходьба на 20 км    | 1:21:13            |
| 1996               | Олімпійські ігри               | Атланта, Австралія          | 1                  | ходьба на 50 км    | 3:43:30            |
| 1997               | Чемпіонат світу                | Афіни, Греція               | 1                  | ходьба на 50 км    | 3:44:46            |
| 1998               | Чемпіонат Європи               | Будапешт, Угорщина          | 1                  | ходьба на 50 км    | 3:43:51            |
| 1999               | Кубок світу                    | Мезідон-Канон, Франція      | 4                  | ходьба на 20 км    | 1:20:52            |
| 1999               | Чемпіонат світу                | Севілья, Іспанія            | –                  | ходьба на 50 км    | DSQ                |
| 2000               | Кубок Європи                   | Айзенгюттенштадт, Німеччина | 1                  | ходьба на 20 км    | 1:18:29            |
| 2000               | Олімпійські ігри               | Сідней, Австралія           | 1                  | ходьба на 20 км    | 1:18:59 (OР)       |
| 2000               | Олімпійські ігри               | Сідней, Австралія           | 1                  | ходьба на 50 км    | 3:42:22            |
| 2001               | Чемпіонат світу                | Едмонтон, Канада            | 1                  | ходьба на 50 км    | 3:42.08            |
| 2001               | Ігри доброї волі               | Брисбен, Австралія          | 2                  | ходьба на 20 км    | 1:19:52.0          |
| 2002               | Чемпіонат Європи               | Мюнхен, Німеччина           | 1                  | ходьба на 50 км    | 3:36:39 (СР)       |
| 2003               | Чемпіонат світу                | Париж, Франція              | 1                  | ходьба на 50 км    | 3:36:03(СР)        |
| 2004               | Олімпійські ігри               | Афіна, Австралія            | 1                  | ходьба на 50 км    | 3:38:46            |